# Hippolyte-Maurice-René Jeanpierre
Hippolyte-Maurice-René Jeanpierre, francoski general, * 6. marec 1873, Rambervillers (Vosges), † 7. avgust 1956, Bayonne (Basses-Pyrénnées)